# Río Puré
Le río Puré, ou Purué, ou Puruí, est une rivière de Colombie et du Brésil qui se jette dans le río Caquetá (ou rio Japurá pour les Brésiliens).

## Géographie
Le río Puré prend sa source en Colombie, dans le Parc national naturel du río Puré (département d'Amazonas). Il coule ensuite vers l'est, passe au Brésil, puis oblique vers le nord-est pour rejoindre le río Caquetá.